# پارک ملی و منطقه حفاظت‌شده دنالی

یک نقشهٔ پانورامای مدرن از پارک ملی و منطقه حفاظت‌شده دنالی که در سال ۱۹۹۴ میلادی، توسط هنریش سی. بران ترسیم شد.

پارک ملی و منطقه حفاظت‌شده دنالی (به انگلیسی: Denali National Park and Preserve) سومین پارک ملی پهناور در کشور آمریکا است. این منطقه حفاظت‌شده در ایالت آلاسکا قرار دارد.
مک کینلی مرتفع‌ترین قله ایالات متحده و امریکای شمالی در این پارک قرار دارد.
وسعت این پارک ملی ۲۴٬۵۸۵ کیلومتر مربع است (تقریباً اندازه استان کرمانشاه یا کشور رواندا).

## نگارخانه

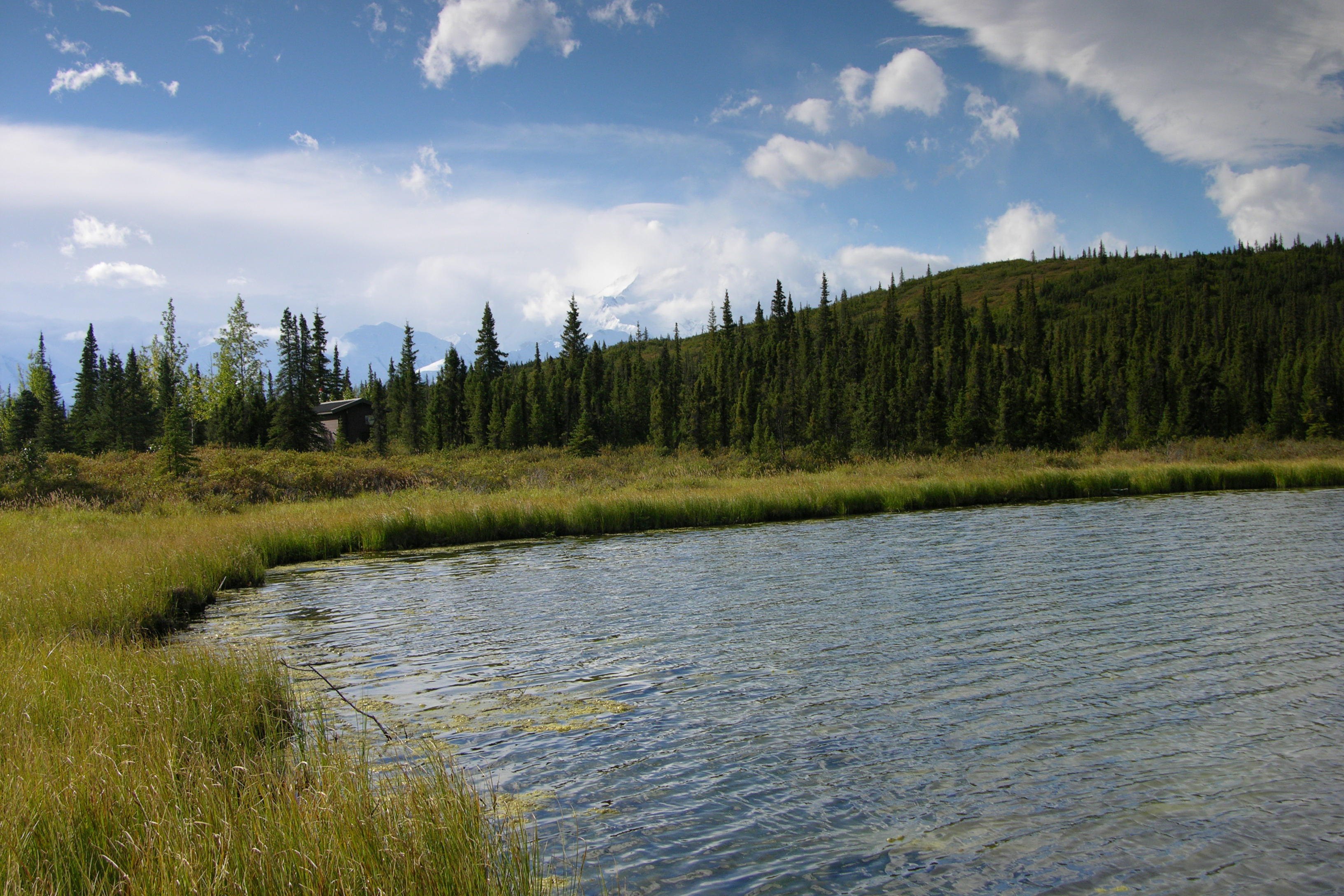
دریاچه حیرت (Wonder Lake) در این پارک
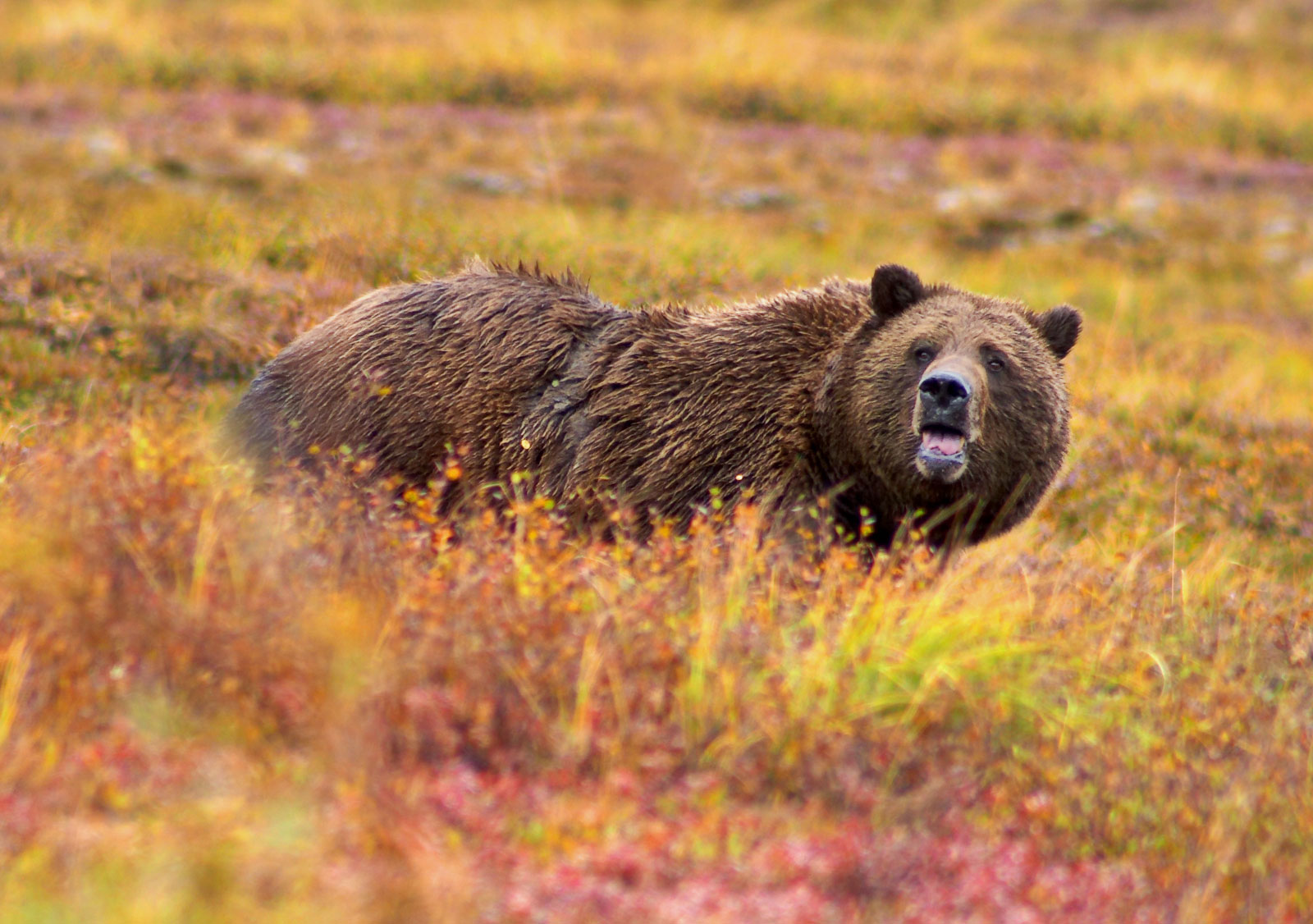
خرس گریزلی در این پارک
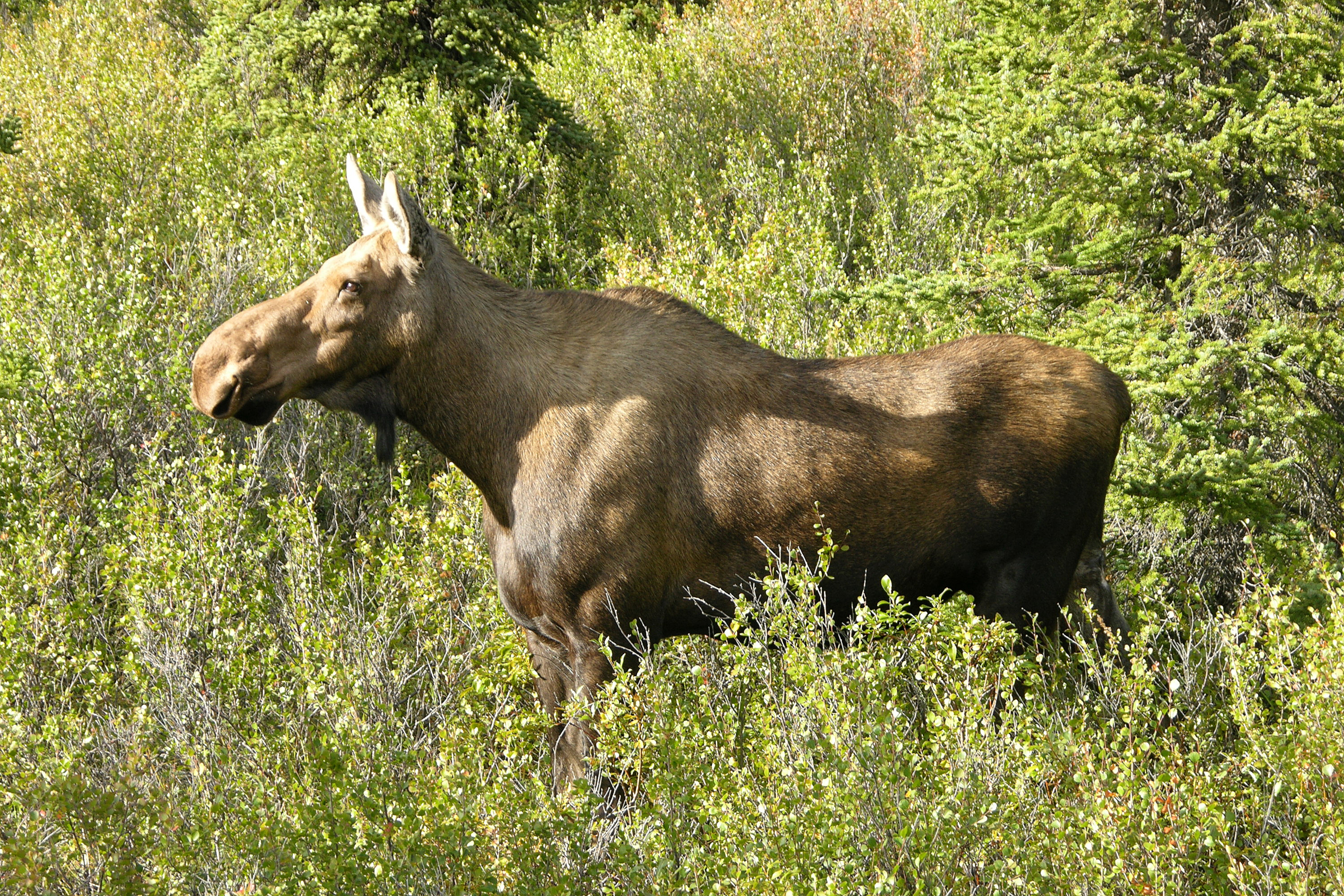
یک گوزن شمالی ماده
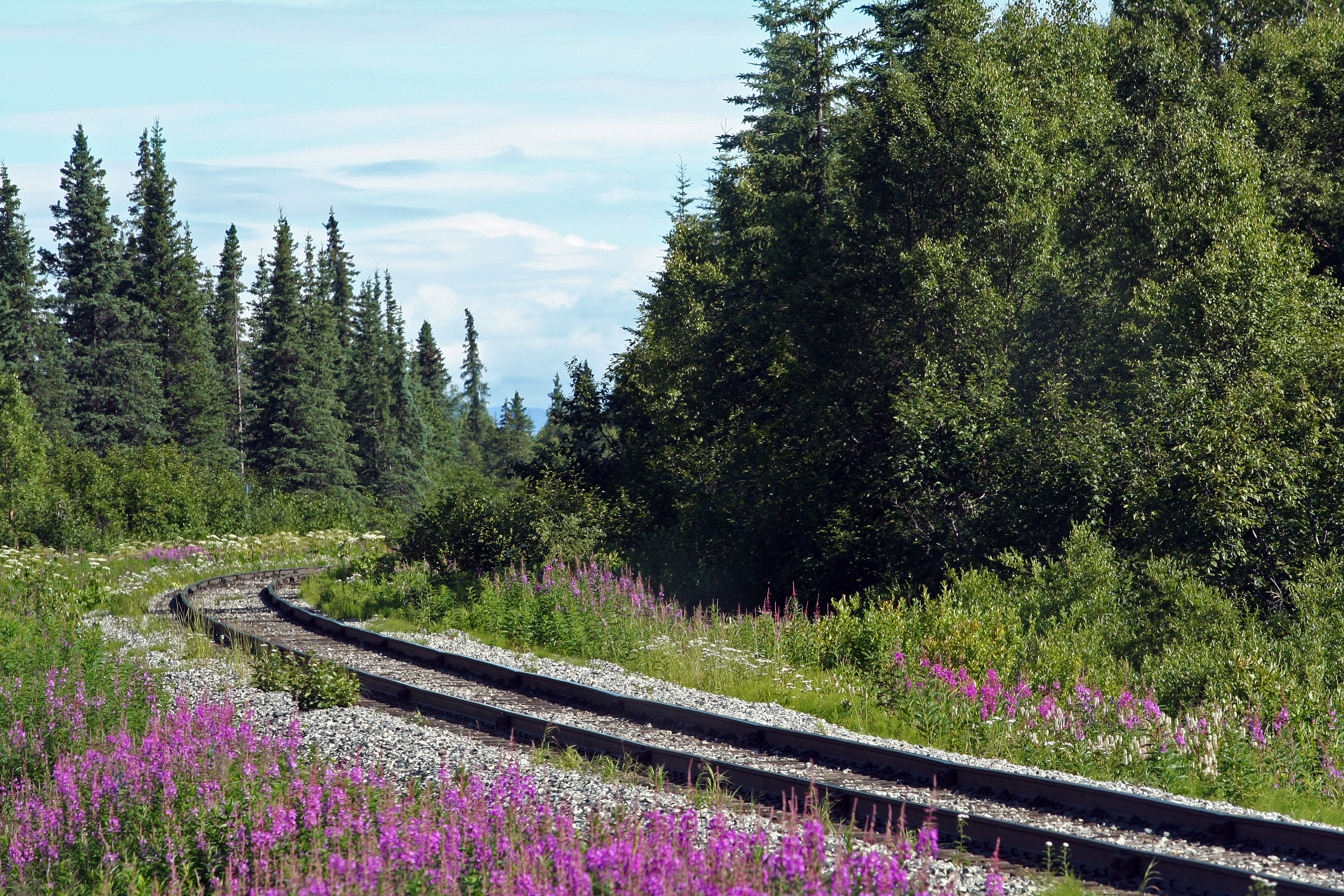
طبیعت پارک

## پ‍یوند به بیرون
- وب‌گاه رسمی